# Hrvati u Zimbabveu
Hrvati u Zimbabveu su hrvatska iseljenička zajednica u Zimbabveu. Ni u prošlosti nisu bili brojni, a kako je političko-sigurnosna i gospodarska situacija u ondašnoj Rodeziji postala lošija, tako su vremenom skoro svi iselili u sigurniju, razvijeniju i sređeniju Južnu Afriku. 
Prvih je godina 20. st. bio ograničen ulazak hrvatskim useljenicima. Stoga su Hrvati koji nisu uspjeli dobiti dopuštenje boravka u Južnoj Africi smjestili su se u Mozambiku ili Rodeziji. Budući da su mnogi bili bivšim ili ondašnjim austro-ugarskim državljanima, državljanima države s kojom je Engleska, metropolna država Rodezije bila u ratu, smatralo ih se mogućim neprijateljima. Južnoafrički su Hrvati 1915. – 1919. u znatnom broju završili internirani u Fort Napieru u Natalu i u Standertonu kod Johannesburga kao ratni zarobljenici, pa je vjerojatno da je ista ili slična sudbina snašla i rodezijske (zimbabveške) Hrvate. Drugi mogući ishod je bio da su bili izgnani.
Statistike od prije drugog svjetskog rata ih bilježe, ali zajedno s Južnom Afrikom. Spominje se da je Jedan je iseljenik izvijestio da iz Kraljevine SHS "u čitavoj Africi uključujući i Rhodesie" ima 2000 osoba od kojih je 95 posto Hrvata. List Novi iseljenik je izvijestio da se 1936. "u Južnoafričkoj Uniji i Rodeziji" nalazi 2900 iseljenika iz Kraljevine Jugoslavije.
U te su krajeve odselili zbog ekonomskih razloga. Pretpostavlja se da bi glavni motivator za to mogao biti to što se u unutarnjosti pronašlo dragocjene rude (Kimberley, Kaap, 1867., dijamanti; Witwatersrand, Transvaal, 1886., zlato) a građevinarstvo je bilo u procvatu jer se gradila gradska i prometna infrastruktura i suprastruktura: pruge, ceste, luke, naselja.
Izvori bilježe da su rodezijski Hrvati bili s otoka Brača (Donji Humac, Nerežišća).

## Poznate osobe
- Frank Juretic st., vlasnik zlatnih rudnika, burski borac u Burskom ratu (umro u Zambiji!)[1]
- A. Kabalin, ragbijaški reprezentativac Sjeverne Rodezije 1932. – 1934.[1]
- Tasilo Rukavina barun, vlasnik rudnika u Južnoj Rodeziji i diljem Afrike[1]